# Mecz lekkoatletyczny Polska – ZSRR 1967
Mecz lekkoatletyczny Polska – ZSRR 1967 – zawody lekkoatletyczne, które odbyły się 1 i 2 lipca 1967 roku w Chorzowie na Stadionie Śląskim.
Mecz rozegrano pomiędzy reprezentacjami mężczyzn i kobiet. W konkurencjach indywidualnych wystąpiło po dwóch zawodników (dwie zawodniczki) z każdej reprezentacji, a w sztafetach po jednej drużynie. W konkurencjach indywidualnych punktacja była 5:3:2:1, a w sztafetach 5:2. W meczu mężczyzn ZSRR pokonał Polskę 111:99, a w meczu kobiet Polska wygrała z ZSRR 66:51.
Podczas meczu Irena Kirszenstein wyrównała swój własny rekord świata (i Polski) w biegu na 200 metrów czasem 22,7 s.

## Rezultaty

### Mężczyźni
| Konkurencja:                  | 1. miejsce                                                                           | Rezultat | 2. miejsce                                                                        | Rezultat | 3. miejsce            | Rezultat | 4. miejsce            | Rezultat |
| Bieg na 100 m                 | Fiodor Pankratow                                                                     | 10,4     | Tadeusz Jaworski                                                                  | 10,4     | Stanisław Wagner      | 10,5     | Walentin Masłakow     | 10,6     |
| Bieg na 200 m                 | Jan Werner                                                                           | 21,0     | Andrzej Badeński                                                                  | 21,2     | Amin Tujakow          | 21,4     | Walentin Masłakow     | 21,4     |
| Bieg na 400 m                 | Jan Werner                                                                           | 46,1     | Andrzej Badeński                                                                  | 46,2     | Borys Sawczuk         | 47,3     | Aleksandr Bratczikow  | 47,7     |
| Bieg na 800 m                 | Michaił Żełobowski                                                                   | 1:48,9   | Henryk Szordykowski                                                               | 1:49,3   | Eryk Żelazny          | 1:49,4   | Remir Mitrofanow      | 1:49,4   |
| Bieg na 1500 m                | Henryk Szordykowski                                                                  | 4:08,6   | Michaił Żełobowski                                                                | 4:09,0   | Witold Baran          | 4:09,4   | Raszyd Szarafietdinow | 4:11,4   |
| Bieg na 5000 m                | Lech Boguszewicz                                                                     | 14:00,0  | Edward Stawiarz                                                                   | 14:00,6  | Jurij Tiurin          | 14:05,6  | Raszyd Szarafietdinow | DQ       |
| Bieg na 10 000 m              | Giennadij Chłystow                                                                   | 34:50,4  | Anatolij Makarow                                                                  | 34:51,0  | Henryk Szutko         | 34:53,8  | Kazimierz Podolak     | 35:01,6  |
| Bieg na 110 m przez płotki    | Anatolij Michajłow                                                                   | 14,0     | Adam Kołodziejczyk                                                                | 14,1     | Walentin Czistiakow   | 14,1     | Edward Wysocki        | 14,5     |
| Bieg na 400 m przez płotki    | Edvīns Zāģeris                                                                       | 51,1     | Wilhelm Weistand                                                                  | 51,4     | Stanisław Grędziński  | 51,5     | Remir Mitrofanow      | 53,8     |
| Bieg na 3000 m z przeszkodami | Wolfgang Luers                                                                       | 9:25,8   | Jānis Jakobovs                                                                    | 9:26,0   | Edward Szklarczyk     | 9:26,0   | Anatolij Kurjan       | 9:57,4   |
| Sztafeta 4 × 100 m            | Polska · Adam Kaczor · Jan Werner · Tadeusz Jaworski · Stanisław Wagner              | 39,8     | ZSRR · Edwin Ozolin · Amin Tujakow · Borys Sawczuk · Nikołaj Iwanow               | 39,8     |                       |          |                       |          |
| Sztafeta 4 × 400 m            | Polska · Jan Balachowski · Edmund Borowski · Stanisław Grędziński · Andrzej Badeński | 3:06,4   | ZSRR · Wadim Michajłow · Mykoła Szkarnikow · Borys Sawczuk · Aleksandr Bratczikow | 3:15,4   |                       |          |                       |          |
| Skok wzwyż                    | Walentin Gawriłow                                                                    | 2,17     | Anatolij Moroz                                                                    | 2,12     | Edward Czernik        | 2,06     | Stefan Szwarczewski   | 2,06     |
| Skok o tyczce                 | Hennadij Błyznecow                                                                   | 5,16     | Włodzimierz Sokołowski                                                            | 5,05     | Bogdan Markowski      | 4,60     | Igor Feld             | NM       |
| Skok w dal                    | Igor Ter-Owanesian                                                                   | 8,03     | Tõnu Lepik                                                                        | 7,85     | Zbigniew Jasiukiewicz | 7,43     | Władysław Domaszewicz | 7,26     |
| Trójskok                      | Aleksandr Zołotariow                                                                 | 16,92    | Wiktor Saniejew                                                                   | 16,63    | Józef Szmidt          | 16,38    | Jan Jaskólski         | 16,12    |
| Pchnięcie kulą                | Eduard Guszczin                                                                      | 19,64    | Nikołaj Karasiow                                                                  | 18,97    | Władysław Komar       | 18,75    | Alfred Sosgórnik      | 17,41    |
| Rzut dyskiem                  | Edmund Piątkowski                                                                    | 61,12    | Vytautas Jaras                                                                    | 58,16    | Władimir Liachow      | 57,97    | Zenon Begier          | 57,24    |
| Rzut młotem                   | Giennadij Kondraszow                                                                 | 66,80    | Anatolij Szczupliakow                                                             | 66,16    | Zdzisław Smoliński    | 63,46    | Rajmund Niwiński      | 62,42    |
| Rzut oszczepem                | Mart Paama                                                                           | 81,30    | Jānis Lūsis                                                                       | 81,00    | Janusz Sidło          | 80,54    | Władysław Nikiciuk    | 78,34    |

### Kobiety
| Konkurencja:              | 1. miejsce                                                                               | Rezultat  | 2. miejsce                                                                        | Rezultat | 3. miejsce           | Rezultat | 4. miejsce          | Rezultat |
| Bieg na 100 m             | Ewa Kłobukowska                                                                          | 11,2      | Irena Kirszenstein                                                                | 11,2     | Galina Bucharina     | 11,6     | Wira Popkowa        | 11,6     |
| Bieg na 200 m             | Irena Kirszenstein                                                                       | 22,7 =, = | Ewa Kłobukowska                                                                   | 22,9     | Ludmiła Samotiosowa  | 23,4     | Wira Popkowa        | 23,5     |
| Bieg na 400 m             | Czesława Nowak                                                                           | 55,3      | Nadieżda Sieropiegina                                                             | 56,3     | Krystyna Hryniewicka | 57,8     | Ałła Kriwoszczokowa | 58,2     |
| Bieg na 800 m             | Danuta Sobieska                                                                          | 2:05,8    | Ałła Kriwoszczokowa                                                               | 2:06,2   | Walentina Łukjanowa  | 2:08,2   | Teresa Jędrak       | 2:08,9   |
| Bieg na 80 m przez płotki | Elżbieta Bednarek                                                                        | 10,7      | Teresa Sukniewicz                                                                 | 10,8     | Irina Press          | 10,8     | Ludmiła Ijewlewa    | 10,9     |
| Sztafeta 4 × 100 m        | Polska · Mirosława Sałacińska · Irena Kirszenstein · Elżbieta Bednarek · Ewa Kłobukowska | 44,0      | ZSRR · Wira Popkowa · Wałentyna Bolszowa · Ludmiła Samotiosowa · Galina Bucharina | 44,9     |                      |          |                     |          |
| Skok wzwyż                | Antonina Okorokowa                                                                       | 1,82      | Maria Zielińska                                                                   | 1,68     | Taisija Czenczik     | 1,68     | Danuta Berezowska   | 1,65     |
| Skok w dal                | Tatjana Tałyszewa                                                                        | 6,46      | Irena Kirszenstein                                                                | 6,44     | Mirosława Sałacińska | 6,40     | Ludmiła Ijewlewa    | 6,08     |
| Pchnięcie kulą            | Nadieżda Cziżowa                                                                         | 17,32     | Galina Zybina                                                                     | 16,53    | Eugenia Ciarkowska   | 14,68    | Bolesława Hodt      | 13,64    |
| Rzut dyskiem              | Ludmiła Chmielewska                                                                      | 55,78     | Zyta Mojek                                                                        | 51,82    | Jadwiga Wojtczak     | 49,52    | Irina Sołoncowa     | 48,94    |
| Rzut oszczepem            | Daniela Jaworska                                                                         | 58,68     | Walentyna Popowa                                                                  | 53,14    | Lucyna Krawcewicz    | 52,82    | Jelena Gorczakowa   | 52,80    |